# 1828 w sztukach plastycznych
Wydarzenia w sztukach plastycznych i wizualnych w 1828 roku.

## Urodzeni
- 17 stycznia – Józef Brodowski (zm. 1900), polski malarz
- 15 lutego – Faustyn Juliusz Cengler (zm. 1886), polski rzeźbiarz
- 1 marca – Alonzo Chappel (zm. 1887), amerykański malarz
- 28 marca – Étienne Carjat (zm. 1906), francuski fotograf, karykaturzysta, dziennikarz i poeta
- 10 maja – James McDougal Hart (zm. 1901), amerykański malarz
- 12 maja – Dante Gabriel Rossetti (zm. 1882), angielski poeta, malarz i tłumacz
- 9 lipca – Adolf Schreyer (zm. 1899), niemiecki malarz
- 14 lipca – Jervis McEntee (zm. 1891), amerykański malarz
- 30 lipca – Paul Gachet (zm. 1909),  francuski lekarz, kolekcjoner, miłośnik malarstwa i artysta amator
- 28 sierpnia lub 30 marca – Jan Wnęk (zm. 1869), polski rzeźbiarz i cieśla
- 7 listopada – Paul-Jacques-Aimé Baudry (zm. 1891), francuski malarz
- Ludwik Bouchard (zm. 1912), polski malarz i pedagog pochodzenia francuskiego
- Charles Allston Collins (zm. 1873), angielski malarz i pisarz

## Zmarli
- 4 stycznia – Hōitsu Sakai (ur. 1761), japoński malarz
- 16 kwietnia – Francisco Goya (ur. 1746), hiszpański malarz, grafik i rysownik
- 9 lipca – Gilbert Charles Stuart (ur. 1755), amerykański malarz
- 15 lipca – Jean-Antoine Houdon (ur. 1741), francuski rzeźbiarz
- 23 września – Richard Parkes Bonington (ur. 1802), angielski malarz, grafik i pejzażysta
- 8 listopada – Thomas Bewick (ur. 1753), angielski ilustrator, drzeworytnik i ornitolog
- 18 grudnia – Joseph Rebell (ur. 1787), austriacki malarz